# Бразильско-французские отношения
Бразильско-французские отношения — двусторонние дипломатические отношения между Бразилией и Францией. Бразилия и Франция установили тесные двусторонние отношения на основе ценностей, разделяемых обеими странами: продвижение демократических принципов и защиты прав человека, укрепление международного права и многополярности, установление социальной справедливости, сохранение мира и безопасности, приверженность нераспространению оружия массового уничтожения и политики разоружения, охране окружающей среды и культурного разнообразия.
Франция признаёт Бразилию своим особым партнёром в Южной Америке, а также в качестве державы, играющей весомую роль в разрешении международных вопросов. Обе страны стремятся к укреплению двустороннего сотрудничества в таких областях, как: атомная энергетика, возобновляемые источники энергии, оборонные технологии, технологические новшества, сотрудничество в африканских странах и космических технологиях, лекарственные средства и защита окружающей среды.
В 2008 году Франция и Бразилия вступили в официальный стратегический альянс. Франция признаёт стремление Бразилии стать глобальным игроком на международной арене и поддерживает бразильскую заявку на получение постоянного места в Совете Безопасности Организации Объединенных Наций. Франция намерена помочь Бразилии в разработке ключевых технологий в различных секторах экономики: военной и космической отрасли, а также в энергетических и технологических исследованиях для получения Бразилией статуса крупной мировой державы.
В 2013 году был проведен опрос жителей этих стран компанией BBC World Service Poll: 54 % французов положительно относились к Бразилии, а 32 % — негативно; 50 % бразильцев относились к Франции положительно, а 19 % выражали отрицательное мнение об этой стране. Протяжённость государственной границы между странами составляет 649 км.

## История
| Развитие двусторонних отношений | Развитие двусторонних отношений |
| ------------------------------- | --- |
| 1825 год                        | Франция стала первой европейской страной, признавшей независимость Бразилии.                                                                                 |
| 1959 год                        | Инаугурация бразильской королевской семьи (Casa do Brasil) в Парижском университете.                                                                         |
| 2003 год                        | Франция пригласила Бразилию участвовать в саммите Большой восьмёрки в Эвьян-ле-Бене.                                                                         |
| 2004 год                        | Создание Миссии против голода и нищеты по инициативе президентов Луиса Инасиу Лула да Силвы и Жака Ширака; Создание Миссии ООН по установлению мира в Гаити. |
| 2005 год                        | Год Бразилии во Франции. |
| 2008 год                        | Бразилия и Франция стали стратегическими союзниками. |
| 2009 год                        | Год Франции в Бразилии. |

## Экономические отношения
Бразилия — это крупнейший торгово-экономический партнёр Франции в Латинской Америке и четвёртым наиболее важным партнёром вне ОЭСР. Свыше 500 французских компаний расположены в Бразилии, их численный состав свыше 250,000 человек. В 2009 году общий товарооборот между двумя государствами составил 6,5 миллиардов долларов США.
|                                                      | 2003      | 2004      | 2005      | 2006      | 2007      | 2008      | 2009      |
| ---------------------------------------------------- | --------- | --------- | --------- | --------- | --------- | --------- | --------- |
| Французский экспорт в Бразилию                       | $1.8 млрд | $2.3 млрд | $2.7 млрд | $2.8 млрд | $3.5 млрд | $4.7 млрд | $3.6 млрд |
| Бразильский экспорт во Францию                       | $1.7 млрд | $2.2 млрд | $2.5 млрд | $2.7 млрд | $3.5 млрд | $4.1 млрд | $2.9 млрд |
| Всего                                                | $3.5 млрд | $4.5 млрд | $5.2 млрд | $5.5 млрд | $7 млрд   | $8.8 млрд | $6.5 млрд |
| Примечание: Все расчёты — в долларах США. Источник:. |           |           |           |           |           |           |           |

## Культурные связи
Бразилия является ведущим партнером Франции в Латинской Америке по культурному, научному и техническому сотрудничеству. В трех французских средних школах (Сан-Паулу, Рио-де-Жанейро, Бразилиа) обучается в общей сложности 2150 студентов; 1000 из которых являются французами. Альянс Франсез в Бразилии является самым старым и самым обширным в мире (74 заведения в 52 городах). Бразилия, через её прошлые и настоящие связи с Францией, имеет право на получение членства в Международной организации Франкофония. Обе страны также являются крупнейшими католическими странами по численности населения на своих континентах.

## Приграничное сотрудничество
Бразилия и Франция имеют общую границу протяженностью 673 км, которая пролегает между штатом Амапа и Французской Гвианой. Трансграничное сотрудничество между двумя странами развивается, благодаря этому удалось экономически развить Французскую Гвиану, вовремя реагировать на озабоченности обеих сторон о различных трансграничных спорах, поощрять развитие товарооборота и туристических поездок. Также Франция получила, по инициативе Бразилии, статус наблюдателя в Амазонском пакте. Строительство моста через реку Ояпок позволило проложить дорогу между городами Кайенна и Макапа. В мае 2012 года Бразилия разместила свои пограничные войска на границе с Французской Гвианой.

## Военное сотрудничество
Оборонное сотрудничество между странами претерпело значительные изменения в последние годы. 15 июля 2005 года Бразилия и Франция подписали ряд соглашений по военному сотрудничеству в таких областях, как авиация и передовые военные технологии. В 2008 году обе страны подписали Соглашение о статусе сил. 23 декабря 2008 года Бразилия и Франция установили официальный стратегический альянс.
24 декабря 2008 года Бразилия и Франция подписали крупный договор в области обороны. Бразильское правительство приобрело 50 вертолетов Eurocopter EC725 Cougar, атомную подводную лодку, а также четыре подводные лодки типа «Скорпен» у французского правительства на сумму около 12 миллиардов долларов США. Президент Бразилии Луис Инасиу Лула да Силва и президент Франции Николя Саркози подписали соглашение о продаже данного военного имущества в Рио-де-Жанейро. Все эти контракты подписываются при условии передачи технологий по производству и предлагают значительные перспективы участия для бразильской промышленности. Вертолёты будут будет построены бразильской фирмой Helibras в партнерстве с Eurocopter. Четыре подводные лодки типа «Скорпен» будут построены в Бразилии, на новой верфи компанией Odebrecht при поддержке французской компании DCNS в Итагуаи, Рио-де-Жанейро. В сентябре 2009 года страны объявили о создании совместного предприятия между компаниями Agrale и Renault Trucks по производству военных транспортных средств.

## Операция «Лангуст»
21 февраля 1963 года бразильский флот пошёл на перехват французского рыболовецкого судна у побережья штата Пернамбуку, ВМС Франции также были введены в эту область с целью защиты судна. Спор вокруг добычи лангустов закончился подписанием соглашения 10 декабря 1964 года.

## Научное сотрудничество
Франция является вторым ведущим научным партнёром Бразилии, после Соединенных Штатов Америки. Бразилия является ведущим научным партнёром Франции в Латинской Америке. Эти две страны сотрудничают в таких научных областях, как: изменение климата, устойчивое экономическое развитие, сохранение биоразнообразия, технологических инновациях и исследованиях генома.